# Scalloped margin dome

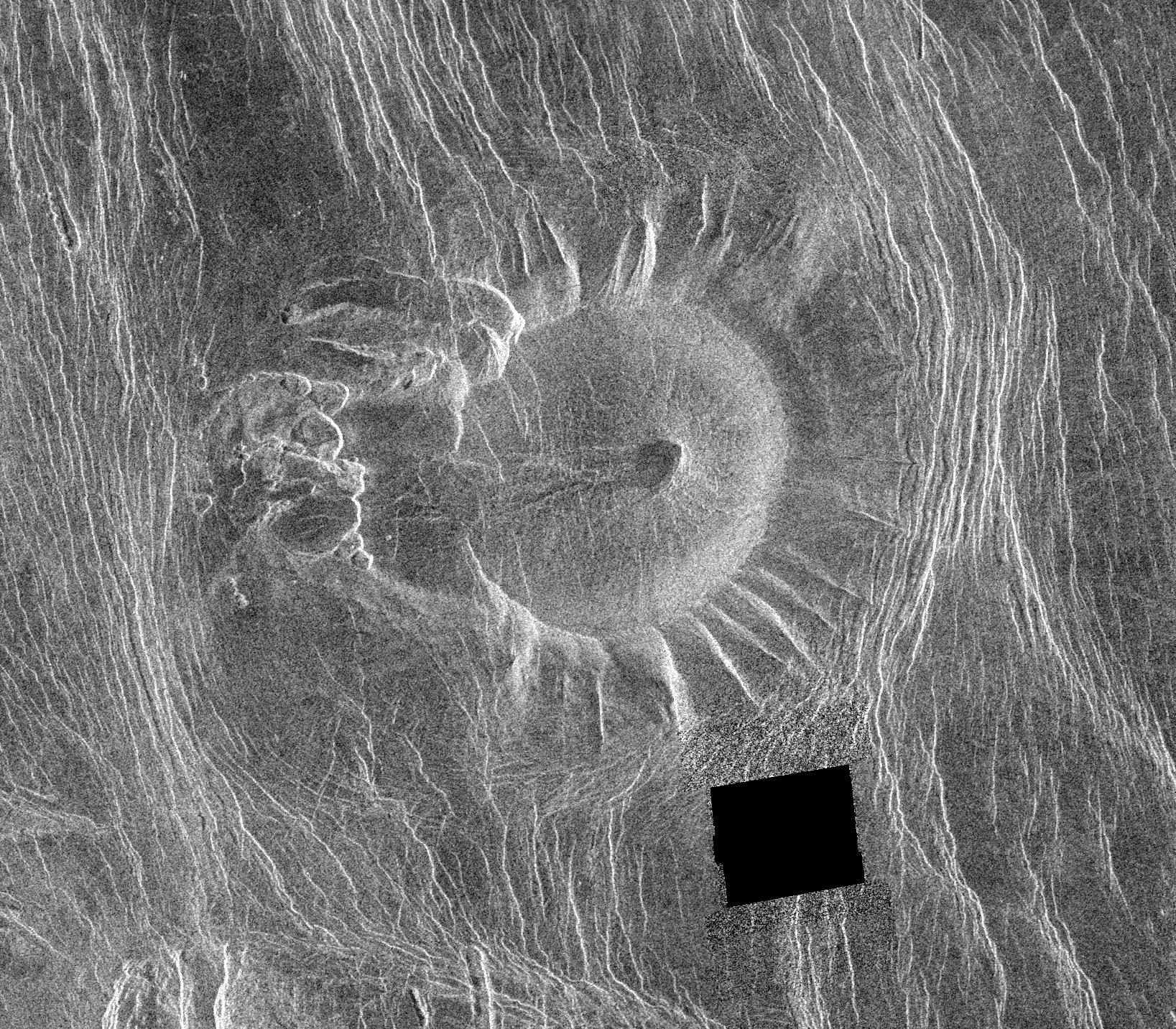
The Tick, de eerste ontdekte scalloped margin drome.

Een scalloped margin dome (letterlijk: koepel met geschulpte rand) is een soort lavakoepel, gevonden op de planeet Venus, die ingestort is door onder andere aardverschuivingen aan de omtrek. De randen van deze koepels hebben boogvormige schulpranden gescheiden door richels. Soms is er puin of instorting te vinden op de bodem van deze steile hellingen of verspreid over tientallen kilometers. Veel voorbeelden laten helemaal geen puin zien. Het centrum van deze koepels is vaak, maar niet altijd, een depressie. Er is een andere theorie dat de radiale richels van de koepels met geschulpte randen, vulkanische dijken zijn. Deze lavakoepels zijn over het algemeen kleiner, met een gemiddelde diameter van 26,5 kilometer en een hoogte tussen 0,5 en 4,7 kilometer.
In 1990 tijdens de eerste maand van gegevensontvangst van de Magellansonde werd de eerste van deze kenmerken gevonden in het noordoosten van de Alpha Regio op Venus. Het was een van de grootste van deze koepels en viel daardoor op. De vreemde eigenschap werd oorspronkelijk door het "Magellan Project Science Team" The Tick (de teek) genoemd, omdat de vele uitstralende richels op de poten van een teek leken. De holte werd waarschijnlijk verward als een koepelvormig lichaam van een teek, maar was in werkelijkheid een komvormige depressie. Gedurende het eerste jaar van de Magellan-beeldgegevens werd gedacht dat The Tick een unieke structuur op Venus was, totdat een assistent van het wetenschappelijke team onopvallende vergelijkbare structuren over heel Venus catalogiseerde. Het verwijzen naar de kenmerken als 'ticks', werd later veranderd in scalloped margin domes.